# Historias de San Francisco
Historias de San Francisco, cuyo título original en inglés es Tales of the City o Armistead Maupin's Tales of the City, es una serie de televisión dramática estadounidense estrenada el 7 de junio de 2019 en Netflix. Está basada en la serie de novelas Tales of the City escritas por el novelista Armistead Maupin. 
Dentro del elenco principal se destacan Laura Linney, Elliot Page, Murray Bartlett, Paul Gross, Olympia Dukakis y Barbara Garrick.

## Sinopsis
Mary Ann Singleton regresa a San Francisco después de 23 años de ausencia. Se lleva bien a su llegada con Michael Tolliver y Anna, pero las cosas son más complicadas con su exmarido, Brian Hawkins, y Shawna, la hija que dejó atrás para seguir una carrera en la radiodifusión. La relación entre el hombre transgénero Jake Rodríguez y su novia Margot Park enfrenta desafíos mientras Jake explora su nueva atracción por los hombres. Michael lucha con la opción de dejar de usar condones ahora que está en una relación con Ben Marshall, quien se encuentra en rehabilitación. Anna comienza a recibir cartas misteriosas amenazando con revelar un secreto de su pasado.

## Reparto
- Laura Linney es Mary Ann Singleton
- Elliot Page es Shawna Hawkins
- Paul Gross es Brian Hawkins
- Murray Bartlett es Michael "Mouse" Tolliver
- Charlie Barnett es Ben Marshall
- Garcia es Jake Rodríguez
- May Hong es Margot Park
- Olympia Dukakis es Anna Madrigal
- Barbara Garrick es DeDe Halcyon Day
- Ashley Park es Jennifer/Ani
- Christopher Larkin es Johnatan/Raven

## Recepción
En Rotten Tomatoes la serie cuenta con una aprobación del 82%. El consenso indica: "Como una agradable visita a un lugar en el que solías vivir, Historias de San Francisco te ofrece momentos de nostalgia y continúa la misión de celebrar la diversidad de San Francisco en sus propios términos". En Metacritic cuenta con una puntuación de 63 sobre 100 basada en 13 reseñas, indicando "críticas generalmente positivas".

## Episodios
- Atención: la siguiente información sobre los capítulos de esta serie puede contener spoilers

| N.º | Título del capítulo        | Dirigido por         | Escrito por                         | Día de primera emisión |
| --- | -------------------------- | -------------------- | ----------------------------------- | ---------------------- |
| 1 | "Coming Home"              | Alan Poul            | Lauren Morelli y Michael Cunningham | 7 de junio de 2019     |
| La celebración del cumpleaños número 90 de Anna Madrigal en Barbary Lane 28 trae a Mary Ann Singleton de regreso a San Francisco después de una ausencia de 23 años. Aunque Mary Ann está feliz de reunirse con Michael Tolliver, su excompañero de cuarto y Anna, su antigua casera, pero la visita genera incomodidad entre Mary Ann, su exesposo Brian Hawkins y Shawna, la hija de ambos a la cual abandonó para seguir su carrera en la televisión. Michael es feliz en una relación con un hombre negro más joven, Ben Marshall. Shawna tiene un encuentro amoroso casual con la documentalista Claire Duncan, y el hombre transgénero Jake Rodríguez está confundido acerca de su atraccíon por los hombres. Mary Ann se sorprende al saber que a Shawna nunca le han dicho que ella y Brian no son sus padres biológicos. Anna recibe una nota misteriosa. |                            |                      |                                     |                        |
| 2 | "She Messy"                | Alan Poul            | Marcus Gardley                      | 7 de junio de 2019     |
| Mary Ann decide quedarse un poco más en la ciudad para decirle a Shawna la verdad, pero Michael argumenta que no debería hacerlo. Jake le confiesa a su novia, Margot Park, que se siente atraído por los hombres. Sam Garland visita a Anna para leerle. Mary Ann visita a su vieja amiga, la socialité DeDe Halcyon Day, quien apoya la elección pasada de Mary Ann de seguir una carrera y su plan actual para decirle a Shawna la verdad. Michael recluta a Shawna para ayudarlo a competir en una noche de bar con Ben. El equipo de Barbary Lane gana, y Shawna se va a casa con Eli e Inka, una pareja casada del equipo contrario. El amigo de Brian, Wren, lo empuja a salir con alguien para finalmente dejar a Mary Ann. Jake tiene una cita con Flaco Ramírez. Mary Ann aparece en la puerta de Shawna con un regalo: un disco de vinilo de Peter Pan, el favorito de Shawna cuando era niña. |                            |                      |                                     |                        |
| 3 | "Happy, Now?"              | Silas Howard         | Hansol Jung                         | 7 de junio de 2019     |
| Mary Ann recibe documentos de divorcio de su esposo, Robert. Jake lleva a Margot a la fiesta de revelación de género de su hermana Linda. Claire le enseña a Shawna algunas cosas sobre la historia gay de San Francisco. Otra nota misteriosa para Anna es seguida por una llamada telefónica que amenaza con exponer su secreto a menos que firme más de 28 Barbary Lane. Michael lucha con la opción de dejar de usar condones ya que Ben está tomando PrEP. Brian y Wren tienen relaciones sexuales, al igual que Jake y Flaco. Margot rompe con Jake. Reaparece el exnovio de Michael, Harrison. Anna anuncia a Mary Ann, Brian y los residentes que está vendiendo el edificio. |                            |                      |                                     |                        |
| 4 | "The Price of Oil"         | Silas Howard         | Andy Parker                         | 7 de junio de 2019     |
| Mary Ann intenta reunir a los residentes de 28 Barbary Lane para tratar de detener la venta, pero todos los demás, aunque infelices, quieren honrar los deseos de Anna. Ben se entera de Shawna que Harrison rompió con Michael porque Michael es VIH positivo. Harrison, quien ahora es positivo, se disculpa con Michael por tratarlo de esa manera en el pasado. Margot se une con DeDe. El hielo entre Shawna y Mary Ann comienza a descongelarse. La cena de Harrison se agria cuando Ben se opone a la conversación transfóbica, y Ben y Michael pelean. Michael se desmorona por sus experiencias durante la crisis del sida de la década de 1980. Al darse cuenta de que ambos piensan que algo inusual está detrás de la decisión de Anna, Mary Ann y Shawna unen fuerzas para investigar, comenzando con el nuevo amigo de Anna, Sam. |                            |                      |                                     |                        |
| 5 | "Not Today, Satan"         | Stacie Passon        | Thomas Page McBee                   | 7 de junio de 2019     |
| Anna explota cuando los residentes tienen una venta de garaje sin su permiso. Cuando ella se va con Sam, Mary Ann y Shawna la siguen. Anna recorre un hogar geriátrico LGBTQ, y aunque Shawna abandona la investigación, Mary Ann persiste. Jake regresa con sus padres. Michael va a buscar apartamentos. La incipiente relación de Brian y Wren se desmorona. Shawna y Claire se unen por sus decepcionantes madres. Jake ayuda a Linda a dar a luz a su bebé. Anna le pide a Sam que la lleve a la estación de policía, pero antes de que pueda denunciar su chantaje, se siente enferma y se va. Mary Ann se entera de que los últimos tres clientes de Sam murieron y le dejaron dinero. Mary Ann, Shawn y Brian corren al hospital donde está Anna. |                            |                      |                                     |                        |
| 6 | "A Touch O' Butch"         | Stacie Passon        | Patricia Resnick                    | 7 de junio de 2019     |
| Anna está de vuelta en casa después de su ataque de pánico, y Sam ha demostrado ser inofensivo. Ani y Raven convencen a DeDe para que les permita quedarse en su casa de huéspedes y documentar su vida en las redes sociales. Mary Ann y Brian se vuelven a conectar en una cena familiar en Anna's. Shawna siente que Claire la está evitando. Mary Ann se disculpa con Brian por dejarlo a él y a Shawna, y él expresa su culpa por mentirle a Shawna todos estos años. Mary Ann y Brian se besan y luego tienen relaciones sexuales. Ben y Michael discuten tener un trío. Mary Ann firma sus papeles de divorcio. Claire rompe las cosas con Shawna para centrarse en su documental. Anna va al bar burlesco donde trabaja Shawna. Shawna se topa con su certificado de nacimiento, que nombra a Connie Bradshaw como su madre. |                            |                      |                                     |                        |
| 7 | "Next Level Sh*t"          | Patricia Cardoso     | Jen Silverman                       | 7 de junio de 2019     |
| Habiendo aprendido la verdad sobre su parentesco, Shawna angustiada explota a Anna por mentirle. Shawna desaparece, y Brian y Mary Ann están frenéticos. Sam le cuenta a Mary Ann sobre la visita de Anna a la estación de policía, y solicita su ayuda para descubrir qué secreto le preocupa a Anna. Shawna visita al hermano de Connie, Buzz Bradshaw, en la costa este, y luego al esposo de Mary Ann, Robert. Michael y Ben asisten a una boda gay en el Russian River y pelean por la sugerencia de Michael de que alquilara una habitación a Harrison. Michael tiene sexo con otro hombre. Jake va al departamento de Flaco después de una mala experiencia en un bar. Después de localizar a un hombre del pasado de Anna, Mary Ann y Sam van a ella y le preguntan la verdad. |                            |                      |                                     |                        |
| 8 | "Days of Small Surrenders" | Alan Poul            | Lauren Morelli                      | 7 de junio de 2019     |
| En la década de 1960, una joven Anna llega a San Francisco. Ella comienza a trabajar en una librería, y pronto conoce a Ysela, otra mujer transgénero. Anna tiene una cita con un oficial de policía llamado Tommy, a quien le gusta, pero inicialmente retrocede cuando se entera de que es transgénero. Pronto aparece en la puerta de ella, disculpándose y con ganas de entablar una relación, y finalmente casarse con ella. Tommy le advierte a Anna que debe distanciarse de sus amigas para que funcione, y se mudan juntos. Anna descubre 28 Barbary Lane, y le miente a Ysela sobre la profesión de Tommy. Ysela se enfrenta a Anna cuando se entera de que Tommy está en la fuerza policial, que está abusando y matando sistemáticamente a sus amigas. Anna confronta a Tommy por extorsión policial contra la comunidad transgénero, pero lo llaman por el motín de la cafetería Compton. Anna sigue para proteger a sus amigas, pero es arrestada con ellas. Destruida su vida juntos, Tommy le da a Anna todo el dinero de extorsión que ha ahorrado para que pueda obtener su cirugía de confirmación de género y sobrevivir. Ella lo toma de mala gana y compra 28 Barbary Lane. |                            |                      |                                     |                        |
| 9 | "Rainbow Warriors"         | Sydney Freeland      | Andy Parker                         | 7 de junio de 2019     |
| En el presente, Mary Ann, Michael y Brian se están recuperando del secreto de Anna y esperan que el FBI pueda encontrar al chantajista. Los residentes reciben un aviso de que 28 Barbary Lane será demolido al día siguiente. Cuando Michael reconoce al capataz de la tripulación, Mary Ann sospecha que Harrison está detrás del crimen. Michael recluta a Ani y Raven para organizar una protesta como una táctica de pérdida, que atrae a una multitud de seguidores. Ben sigue a Harrison. Shawna llama a Claire con una disculpa. Mary Ann, Michael y Brian intentan seguir las pistas que tienen sobre la identidad del chantajista. Sam encuentra a Ysela y lleva a Anna a verla. Anna se disculpa e Ysela la anima a luchar. Ben se enfrenta a Harrison en Barbary Lane, pero se entera de que no es responsable. Su investigación lleva a Mary Ann, Michael y Brian a Claire. |                            |                      |                                     |                        |
| 10 | "Three of Cups"            | Kyle Patrick Alvarez | Lauren Morelli                      | 7 de junio de 2019     |
| Anna se sienta para una entrevista con Claire, y pronto revela que sabe que Claire es la que la está chantajeando. Claire regaña a Anna y dice que la destrucción de Barbary Lane será el final perfecto para su documental. Anna le dice a Claire que todavía tiene la oportunidad de hacer las cosas bien, pero Claire sale corriendo. Alertados por Michael, Jake y Margot revelan a la multitud que Claire es la parte culpable. Mary Ann, Michael y Brian llegan con los padres de Claire, quienes se la llevan. Mary Ann encuentra las cintas VHS de Shawna de Mary Ann en la mañana. Shawna se dirige a su casa en San Francisco. Anna fallece mientras duerme. Los residentes se reúnen para llorar a Anna y recordar. Se revela que Anna firmó con Barbary Lane, no con el chantajista, sino con Ysela. Shawna toma el consejo de Anna y se va para ver el mundo y encontrarse a sí misma. |                            |                      |                                     |                        |